# 2010 au Zimbabwe
2008 au Zimbabwe - 2009 au Zimbabwe - 2010 au Zimbabwe - 2011 au Zimbabwe - 2012 au Zimbabwe
 2008 par pays en Afrique - 2009 par pays en Afrique - 2010 par pays en Afrique - 2011 par pays en Afrique - 2012 par pays en Afrique -

## Chronologie

### Avril 2010
- Jeudi 22 avril 2010 : Le président iranien Mahmoud Ahmadinejad, pour deux jours en visite auprès du président Robert Mugabe (86 ans), lors du dîner officiel de réception à Harare ils ont exprimé leur soutien mutuel et condamné les sanctions « sataniques » et « injustes » mises en place par les « colonialistes ».

- Vendredi 23 avril 2010 : Le président iranien Mahmoud Ahmadinejad a inauguré la foire commerciale de la seconde ville du pays, Bulawayo (sud-ouest). Devant une foule composée de nombreux membres de la communauté musulmane du Zimbabwe, il a accusé les puissances occidentales de chercher à « détruire l'économie » de son pays et du Zimbabwe. La foule a applaudi le dirigeant iranien et agité des drapeaux aux couleurs de la République islamique[1].

- Mardi 27 avril 2010 : Un tribunal a autorisé la vente de 129 400 carats de diamants, appartenant à la société britannique African Consolidated Resources (ACR), provenant de mines où de graves violations des droits de l'homme ont été signalées, sans attendre le feu vert du Système de certification du processus de Kimberley (KPCS).

### Mai 2010
- Lundi 10 mai 2010 : Le vice-ministre de l'Agriculture, Roy Bennett, accusé de complot contre le président Robert Mugabe, est finalement acquitté, la juge ayant estimé que le revirement du principal témoin à charge - qui a reconnu pendant l'audience être passé aux aveux sous la torture - avait vidé le dossier d'accusation de « preuves solides ». Cependant le procureur annonce faire appel de cette décision[2].

- Dimanche 16 mai 2010 : Le premier ministre Morgan Tsvangirai réclame la convocation d'un sommet régional de la SADC afin de poser les jalons de l'organisation d'élections par une « feuille de route conduisant à des élections et des garanties pour assurer un scrutin crédible » au Zimbabwe. L'accord de partage du pouvoir prévoit l'organisation d'élections d'ici à 2011 dans le cadre d'une nouvelle Constitution, mais selon le premier ministre la rédaction de celle-ci a été ralentie par l'obstruction de partisans du parti présidentiel, la Zanu-PF[3].

- Mercredi 19 mai 2010 : Le directeur des parcs nationaux, Vitalis Chadenga annonce que le Zimbabwe a accepté de vendre à la Corée du Nord un couple d'éléphants, des girafes, des zèbres, des chacals, des singes (cercopithèques à diadèmes), des hyènes tachetées, des phacochères et des silures (poissons-chats). Des demandes ont aussi été reçus du Mozambique, du Japon et de trois autres pays. Dans les années 1980, le président Robert Mugabe entretenait de bonnes relations avec le régime de Pyongyang et l'armée nord-coréenne avait notamment entraîné la « 5e brigade » de l'armée zimbabwéenne qui s'est rendue coupable d'un massacre dans la communauté ndébélé. À l'époque des rhinocéros avaient été envoyés en Corée du Nord mais étaient morts quelques mois après leur arrivée[4].

- Vendredi 28 mai 2010 : Trois journaux indépendants sont désormais autorisés à reparaitre après sept ans d'interdiction, « afin que les citoyens aient accès à un grand éventail d'informations de qualité » et la presse une plus grande liberté. Parmi ces médias, le Daily News, fut un journal renommé pour ses critiques contre le président Robert Mugabe et interdit depuis 2003.

### Juin 2010
- Vendredi 18 juin 2010 : Selon l'OMS et l'UNICEF, l'épidémie de rougeole qui se développe en Afrique de l'est et australe, a déjà touché 8 173 enfants et causé 517 décès au Zimbabwe.

### Juillet 2010
- Lundi 12 juillet 2010 : Un militant des droits de l'Homme zimbabwéen, Farai Maguwu, directeur du Centre de recherche et de développement basée à Marange et accusé de porter atteinte aux intérêts économiques du pays pour avoir dénoncé les conditions des ouvriers dans les mines de diamants, a été libéré sous caution de 1 500 dollars et il lui a également interdit de se déplacer dans un rayon de plus de 40 km de sa maison. Il a été arrêté mi-juin après avoir rencontré un représentant du processus de Kimberley, à qui son association communique régulièrement des informations sur les mauvais traitements subis par les ouvriers des mines de Marange.

- Mercredi 21 juillet 2010 : L'ONG AIDS-Free World estime que les femmes du Zimbabwe sont à nouveau sous la menace de subir des viols de masse lors de prochaines campagnes électorales, comme cela a été le cas en 2008. Depuis, l'ONG a recueilli les témoignages de 70 femmes, qui ont identifié 241 hommes auteurs d'un total de 380 viols. Il s'agit seulement d'une petite partie de la réalité, puisque de nombreuses femmes refusent, par peur ou par scepticisme quant à son utilité, de témoigner, selon ce rapport[5].

### Août 2010
- Mercredi 11 août 2010 : Le président Robert Mugabe, en Chine pour visiter l'Exposition universelle de Shanghai, a remercié ce pays pour son soutien indéfectible et l'appelle à redresser l'économie du Zimbabwé confronté à une importante pénurie alimentaire. La Chine ne soutient pas les sanctions internationales contre son pays qui a besoin d'importer 133 000 tonnes d'aide alimentaire et dont la population souffre des prix trop élevés des denrées alimentaires. Quelque 1,7 million de Zimbabwéens sont menacés de famine.

- Lundi 16 août 2010 : Le 30e sommet de la Communauté de développement d'Afrique australe (SADC), présidé par le président namibien Hifikepunye Pohamba, s'est ouvert à Windhoek pour discuter de la situation au Zimbabwe ainsi qu'à Madagascar et avancer sur « l'intégration économique et le développement » de la région[6].

### Septembre 2010
- Vendredi 3 septembre 2010 : La production de feuilles de tabac est passée de 56 000 tonnes l'an dernier à 122 000 en 2010, grâce à l'arrivée sur le marché de quelque 51 000 petits exploitants installés dans le cadre de la réforme agraire. La production de tabac représente plus de la moitié des exportations agricoles du pays, cependant les prix ont varié entre 3,5 à 4,5 dollars/kg en début de saison en février à 2 dollars/kg ensuite.

- Lundi 13 septembre 2010 : six prévenus, trois médecins, deux infirmiers et un administrateur (4 Américains, un Zimbabwéen et un Néo-Zélandais), bénévoles dans un projet de lutte contre le sida au Zimbabwe, ont été remis en liberté sous caution de 200 dollars (157 euros), après avoir passé quatre jours en prison, pour exercice illégal de la médecine et l'un d'eux, pour avoir importé des médicaments sans autorisation officielle. Ils travaillaient dans deux cliniques, à Mutoko (nord) et Harare, dans le cadre d'un projet financé par l'église baptiste californienne « Allen Temple ». Le secteur public de la santé zimbabwéen reste sinistré par les années de crise économique et politique au cours desquelles la plupart des cliniques et hôpitaux ont fermé alors que le sida affecte 13,7 % des adultes.

- Jeudi 23 septembre 2010 : une épidémie de rougeole a causé la mort d'au moins 70 enfants au cours des deux dernières semaines,  essentiellement dans la province du Mashonaland Central (nord). La plupart d'entre eux étant issus de familles appartenant à des sectes apostoliques qui refusent la vaccination. La rougeole est une fièvre éruptive contagieuse qui affecte particulièrement les enfants de moins de 5 ans et peut entraîner des complications graves voire mortelles, telles que la pneumonie et l'encéphalite.

### Novembre 2010
- Jeudi 18 novembre 2010 : le journaliste, Nqobani Ndlovu, auteur d'un article accusant la police de recruter parmi les plus fidèles partisans du président Robert Mugabe, est arrêté. Il sera maintenu 8 jours en détention avant d'être libéré sous caution.

- Jeudi 25 novembre 2010 : Le parti du président Robert Mugabe, l'Union nationale africaine du Zimbabwe-Front patriotique (Zanu-PF) veut de nouvelles élections à la mi-2011, même si le pays n'a pas réformé sa Constitution d'ici là, estimant que « l'opposition continue de faire des difficultés et de retarder le processus constitutionnel ». Le premier ministre Morgan Tsvangirai déclare que les conditions ne sont réunies pour un scrutin équitable, avec le risque de répéter le scénario de mars 2008 et une vague de violence qui avaient fait 200 morts dans les rangs du Mouvement pour le changement démocratique[7].

### Décembre 2010
- Mercredi 1er décembre 2010 : le rédacteur en chef d'un hebdomadaire indépendant, Nevanji Madanhire, éditeur du journal The Standard, a été détenu pendant une journée pour avoir publié un article accusant la police de recruter parmi les plus fidèles partisans du président Robert Mugabe. Ces farouches partisans du président étaient en première ligne lors des saisies de fermes appartenant à des Blancs au début des années 2000 et ont été accusés d'avoir mené une campagne de violences politiques après les élections générales de 2008[8].

- Jeudi 9 décembre 2010 : selon une note diplomatique américaine divulguée par Wikileaks : Des proches du président Robert Mugabe ont gagné des millions de dollars grâce à l'extraction illégale de diamants dans les mines du district de Marange. Parmi eux, le gouverneur de la Banque centrale Gideon Gono, la première dame Grace Mugabe, la sœur du président Sabina Mugabe (décédé en juillet dernier), la vice-présidente Joyce Mujuru ou encore le chef des armées Constantino Chiwenga « ont tous été impliqués dans le commerce des diamants ». Ces responsables ont embauché des petits prospecteurs pour qu'ils extraient les gemmes à leur compte et ont revendu « ces diamants non certifiés » à des acheteurs étrangers, qui les ont exfiltrés du pays en dehors de tout réseau officiel[9].